# Clark Kent (produttore discografico)
Clark Kent, pseudonimo di Rodolfo Franklin (New York, 28 settembre 1966 – Green Brook Township, 24 ottobre 2024), è stato un disc jockey e produttore discografico statunitense.
Il suo soprannome deriva dall'alter ego di Superman, mentre il suo gruppo di DJ prende il nome di "The Supermen".

## Biografia
Era cugino dell'artista discografico Foxy Brown.
Alla fine degli anni '80, il DJ Clark Kent era il DJ di Dana Dane. Nel 1989, Kent faceva il DJ nei club come quello appena dietro l'isolato di Downtown Records sulla 26ª strada ovest a Manhattan, dove si esibivano spesso DJ hip-hop agli inizi come Funkmaster Flex e Kid Capri.
Nel 1989, ha prodotto il remix della canzone di successo di Troop "Spread My Wings". Ha anche ottenuto il suo primo successo da strada con la canzone dei Junior M.A.F.I.A. "Player's Anthem" che includeva The Notorious BIG ed è stato anche il primo disco in cui è apparso Lil 'Kim. Il più grande successo che ha prodotto è stato "Loverboy" di Mariah Carey, che ha raggiunto la seconda posizione nella classifica Hot 100 di Billboard negli Stati Uniti. Ha anche prodotto brani per altri artisti come Lil 'Kim, The Notorious BIG, Mad Skillz, Estelle, Lil' Vicious, Mona Lisa, 50 Cent, Canibus, così come per altri gruppi come The Future Sound e Original Flavour, entrambi firmati rispettivamente per East West Records e per Atlantic Records, entrambi i gruppi sono firmati da Clark che in quel periodo era direttore di A&R presso l'Atlantic.
Intorno ai primi anni '90, il DJ Clark Kent ha assunto il lavoro di MC per l'allora intitolato New Music Seminar, una sfida tra i migliori DJ dell'ambiente hip-hop. Ribattezzandolo "La battaglia di Superman Clark Kent per la supremazia mondiale", avrebbe continuato a organizzare l'evento per diversi anni. Una delle sfide più famose in questa arena è stata tra DJ Noize e DJ 8-Ball, nel 1994, che ha portato a una vittoria schiacciante per DJ Noize e la successiva umiliazione di DJ 8-Ball. Dopo l'ultimo set, si sente dire dalla folla "Non ho bisogno nemmeno di dirti chi ha vinto!"
Original Flavour, nel loro singolo "Can I Get Open", prevedeva l'apparizione come ospite di un rapper allora poco conosciuto di nome Jay-Z. Ciò avrebbe portato a ulteriori collaborazioni tra i due, poiché avrebbe continuato a produrre altre tre tracce dell'album di debutto acclamato dalla critica di Jay-Z, Reasonable Doubt. Le tracce erano: "Brooklyn's Finest", con The Notorious BIG (la sua ultima apparizione prima del suo omicidio il 9 marzo 1997), "Coming of Age" e "Cashmere Thoughts". Nel suo "album di pensionamento" The Black Album, Jay-Z allude al ruolo di Clark nell'aiutarlo a entrare nel settore, nell'ultima canzone dell'album (intitolata "My 1st Song") dove afferma: "Clark Kent, è stato bello guardare fuori, negro."
Clark ha sentito accidentalmente l'allora sconosciuto rapper Moses Michael Leviy (noto come Jamal Barrow e anche come Shyne) fare rima in un barbiere, il quale, notando la somiglianza vocale del giovane MC con The Notorious BIG, lo ha indirizzato verso Combs e Bad Boy.
Nel 2010, la Nike ha incaricato DJ Clark Kent di progettare un pacchetto "Nike Five Boroughs AF1 Low" di scarpe Nike Air Force 1 in edizione limitata speciale e le ha svelate a una festa di quartiere a SoHo, Manhattan, in Mercer Street, fuori dal negozio Nike ID a 21 Mercer.
Kent è morto il 24 ottobre 2024 per un tumore al colon.